# Our Lady of the Rosary Cathedral
Die Our Lady of the Rosary Cathedral in San Bernardino im San Bernardino County in Kalifornien, Vereinigte Staaten, ist die Bischofskirche des römisch-katholischen Bistums San Bernardino. Sie trägt das Patrozinium Unserer Lieben Frau vom Rosenkranz.

## Geschichte
Die Gemeinde Holy Rosary wurde am 7. Oktober 1927, dem Gedenktag Unserer Lieben Frau vom Rosenkranz, von John Joseph Cantwell, Erzbischof von Los Angeles, gegründet. Die Gottesdienste fanden ursprünglich in einem Mietshaus statt, ehe im Mai 1928 mit dem Bau eines eigenen Kirchengebäudes begonnen wurde, der heutigen Kathedrale des Bistums. Die Kirche wurde im September desselben Jahres fertiggestellt. Erzbischof Cantwell weihte die Kirche am Rosenkranzfest 1928.
Im Januar 1947 wurde eine Schule eröffnet, die von Dominikanerschwestern aus Houston, Texas geleitet wurde. 1950 entstand ein neues Kloster, die Kirche selbst wurde 1953 renoviert und vergrößert. Außerdem wurde ein neues Schulgebäude errichtet.
Phillip Francis Straling war seit April 1976 Pastor der Holy Rosary Church, ehe er 1978 zum ersten Bischof des neu gegründeten Bistums San Bernardino ernannt wurde. Die Kirche wurde zur Kathedrale erhoben und erhielt ihren heutigen Namen Our Lady of the Rosary Cathedral. Im Frühling 1997 wurde sie erneut renoviert.